# 프레몬트군 (와이오밍주)

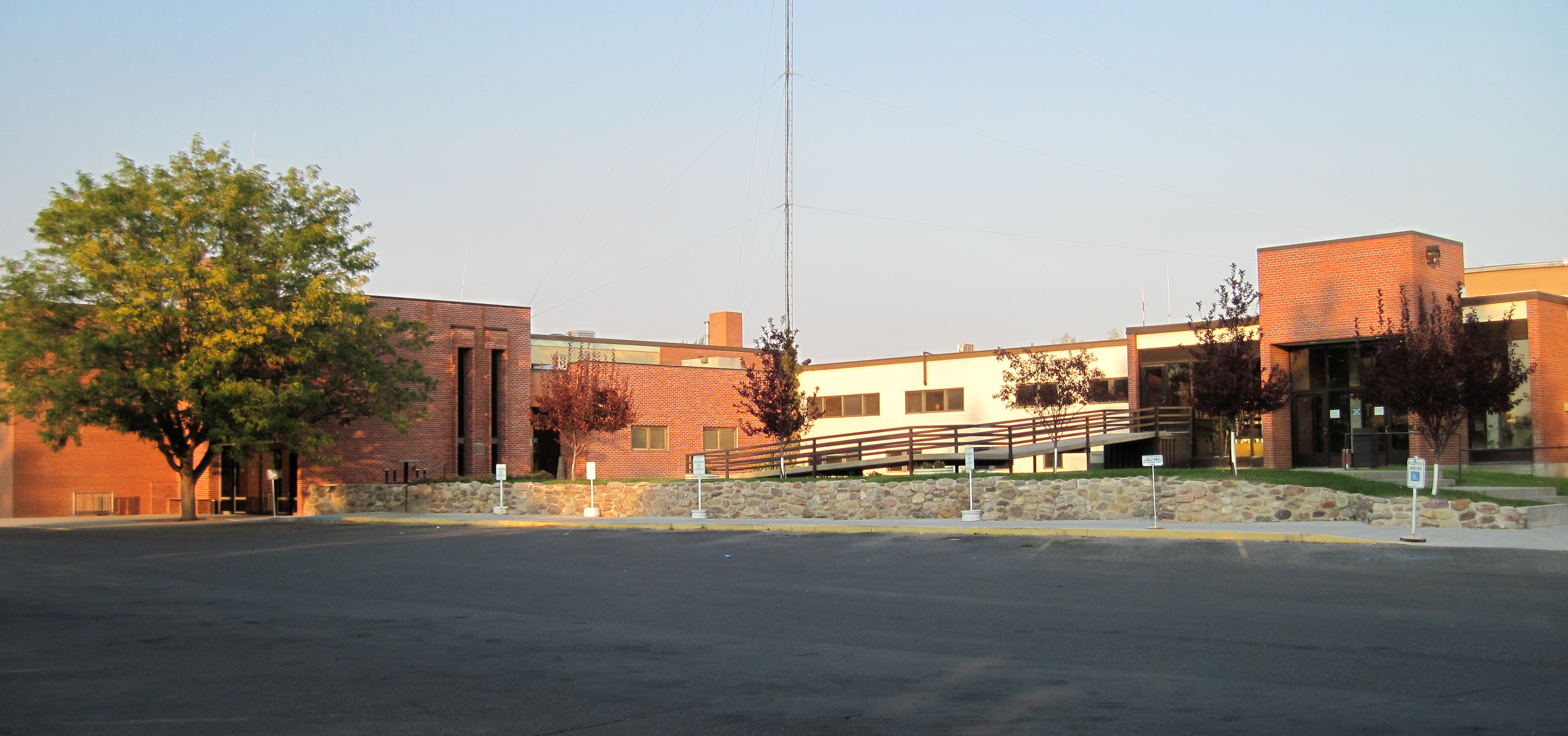

프레몬트군 또는 프레몬트 카운티(Fremont County)는 미국 와이오밍주에 위치한 군이다. 2010년 기준으로 이 지역의 인구 수는 총 40,123명이다. 2019년 추산으로 이 지역의 총 인구 수는 39,261명이다.

## 인구
| 인구조사                                | 인구   | Note  | %±     |
| --------------------------------------- | ------ | ----- | ------ |
| 1890년                                  | 2,463  |       | —      |
| 1900년                                  | 5,357  |       | 117.5% |
| 1910년                                  | 11,822 |       | 120.7% |
| 1920년                                  | 11,820 |       | 0.0%   |
| 1930년                                  | 10,490 |       | −11.3% |
| 1940년                                  | 16,095 |       | 53.4%  |
| 1950년                                  | 19,580 |       | 21.7%  |
| 1960년                                  | 26,168 |       | 33.6%  |
| 1970년                                  | 28,352 |       | 8.3%   |
| 1980년                                  | 38,992 |       | 37.5%  |
| 1990년                                  | 33,662 |       | −13.7% |
| 2000년                                  | 35,804 |       | 6.4%   |
| 2010년                                  | 40,123 |       | 12.1%  |
| 2019 (추산)                             | 39,261 | [ 1 ] | −2.1%  |
| US Decennial Census 1870–2000 2010–2016 |        |       |        |

## 같이 보기
- 와이오밍주